# Calyptra novaepommeraniae
Calyptra novaepommeraniae là một loài bướm đêm trong họ Noctuidae.